# Features
Features è il secondo album di Mike Francis, pubblicato nel 1985.

## Tracce
Lato A
1. Prelude
2. Features of Love - Prelude (Reprise)
3. Iron It Out
4. Upside Down
5. Lovely Day

Lato B
1. You Can't Get Out of My Heart
2. Hip Hop Bee Bop On
3. I'm Not in Love
4. Together (New Version)
5. Special Girl

## Formazione
- Mike Francis – voce, tastiera, chitarra acustica, cori
- Agostino Marangolo – batteria
- Alessandro Centofanti – sintetizzatore, programmazione, batteria addizionale, tastiera
- Carlo Pennisi – chitarra
- Maurizio Guarini – programmazione
- Dino D'Autorio – basso
- Karl Potter – percussioni
- Davide Romani – basso
- Giancarlo Maurino – sassofono tenore
- Charlie Cannon, Simona Pirone, Amii Stewart, Salvatore Vitale – cori